# Atrichopogon quadrispinosus
Atrichopogon quadrispinosus är en tvåvingeart som beskrevs av Remm 1993. Atrichopogon quadrispinosus ingår i släktet Atrichopogon och familjen svidknott. Inga underarter finns listade i Catalogue of Life.